# Goldenes Kreuz (Baden-Baden)

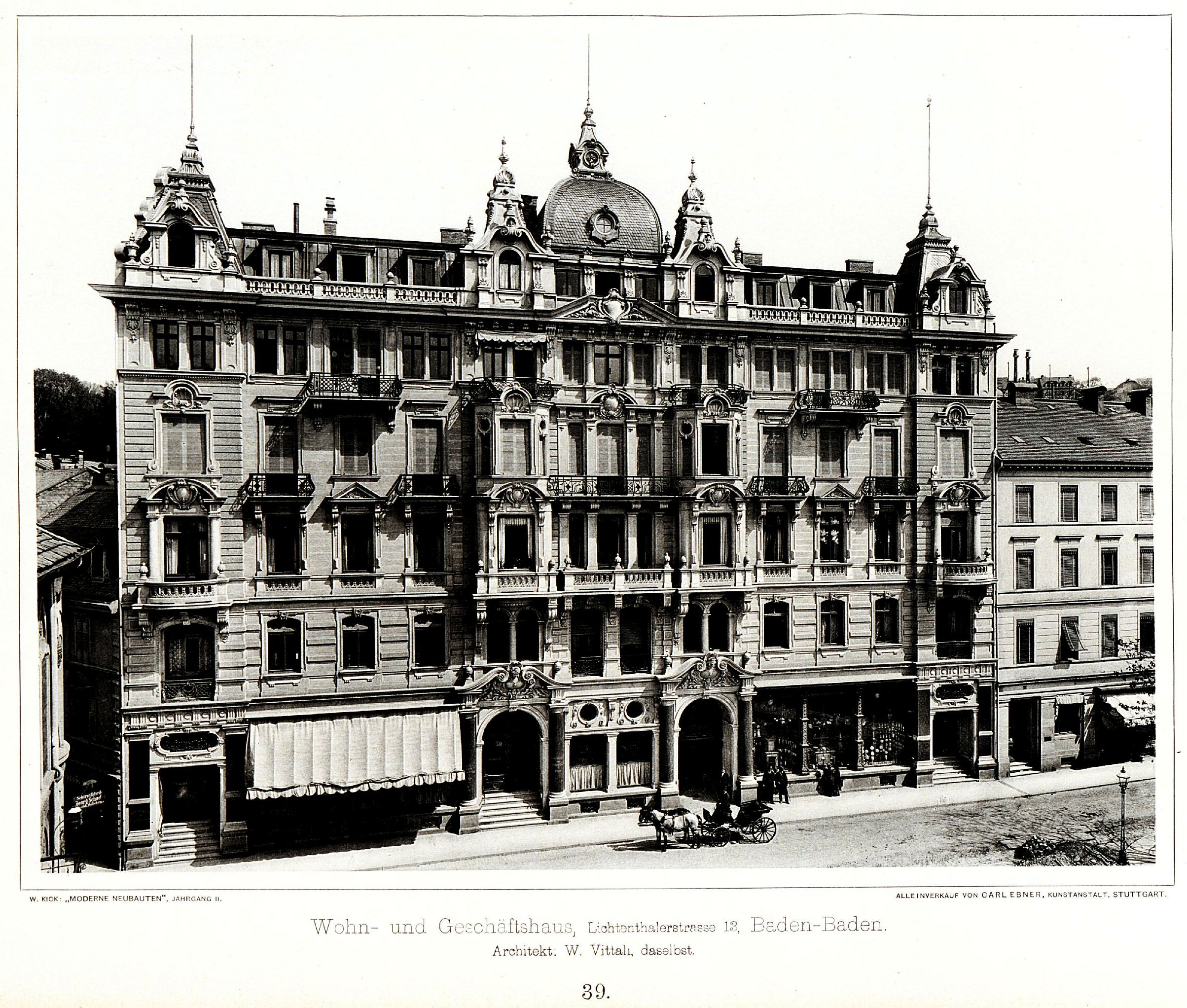
Das Gebäude im Jahr 1895

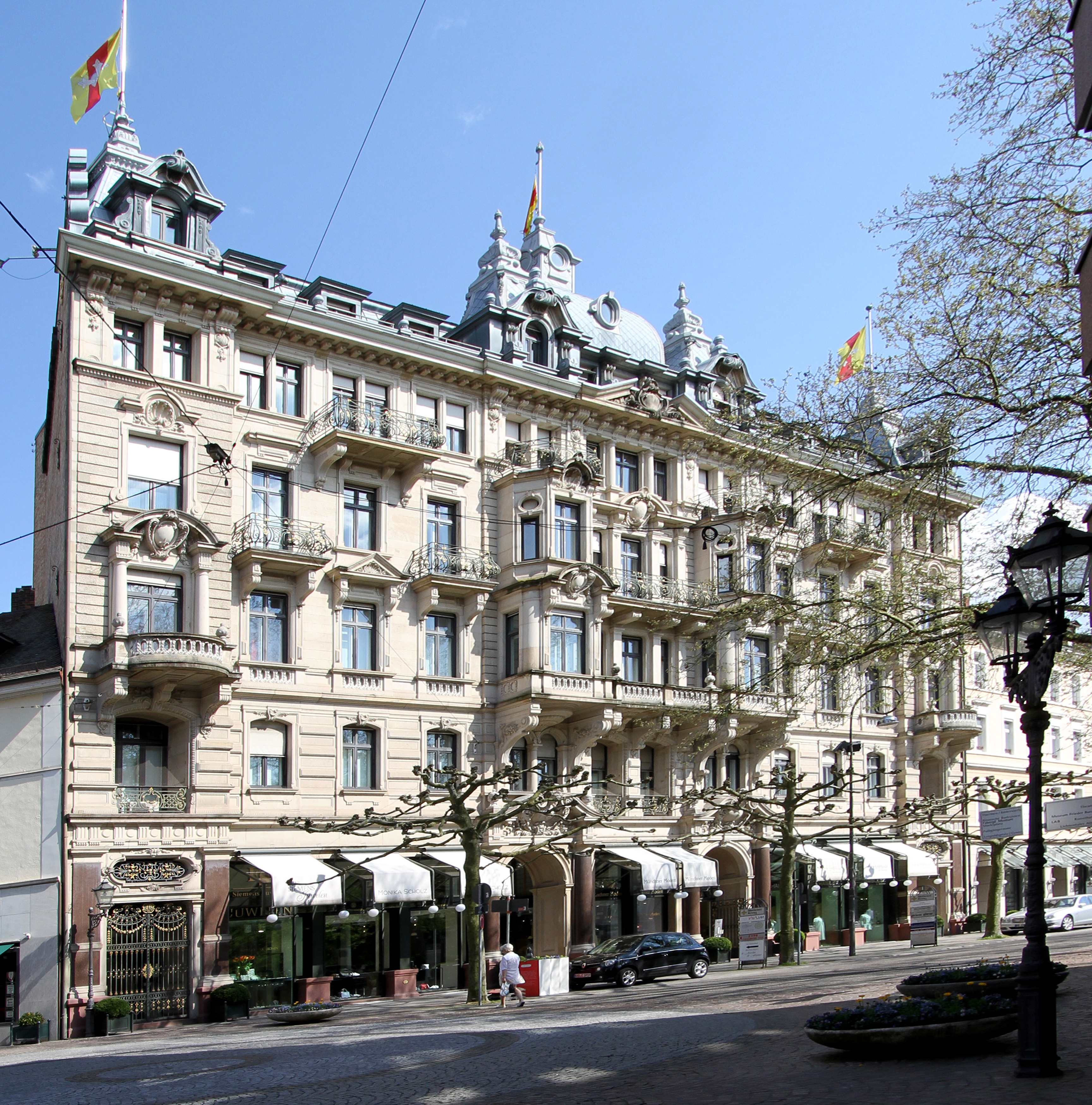
Goldenes Kreuz im Jahr 2020

Das Goldene Kreuz ist ein historistisches Wohn- und Geschäftshaus in der Lichtentaler Straße 13 (am Augustaplatz) in Baden-Baden. Es wurde nach Plänen des Architekten Wilhelm Vittali (1859–1920) 1891 bis 1893 erbaut. Die fünfstöckige, neobarocke Straßenfassade ist ganz in weißem Sandstein aus dem Murgtal gestaltet. Säulen und Pflaster an den Eingängen im Erdgeschoss sind mit schwedischem Granit ausgestaltet. Die Fassaden im Hof sind mit Backstein verblendet, Fenster und Türrahmungen sind mit weißem Murgtaler Sandstein gestaltet.

## Geschichte
Der Bau aus der Endphase der Gründerzeit entstand an der Stelle einer gleichnamigen Gastwirtschaft. Im Erdgeschoss befanden sich bei der Fertigstellung im 19. Jahrhundert die Läden, in den oberen Geschossen die Wohnräume. Die Geschäftsräume auf der rechten Seite wurden vom Besitzer als Ausstellungs- und Lagerräume genutzt. Beide Räume waren mit durchlaufenden Galerien versehen. An den Flügelbau schlossen sich Fabrikgebäude und Lagerplätze des Bauherrn an. Die Geschäftsräume auf der linken Seite einschließlich des Flügelbaus wurden für das Restaurant genutzt. Von 1982 bis 1984 erfolgte eine aufwändige Grundsanierung und Umgestaltung, es handelte sich dabei um das erste große Sanierungsobjekt des Projektentwicklers Jürgen Schneider zum Kaufpreis von 5 Millionen DM.